# Autocharis
Autocharis là một chi bướm đêm thuộc họ Crambidae.